# Коппеде, Джино
Джи́но Коппеде́ (итал. Gino Coppedè; 26 сентября 1866, Флоренция — 20 сентября 1927, Рим) — итальянский архитектор, скульптор и художник-декоратор. Разработал собственный орнаментальный стиль, который отчасти совпадал с мотивами стиля модерн, а также прибегал в своих работах к использованию метода эклектики.

## Биография

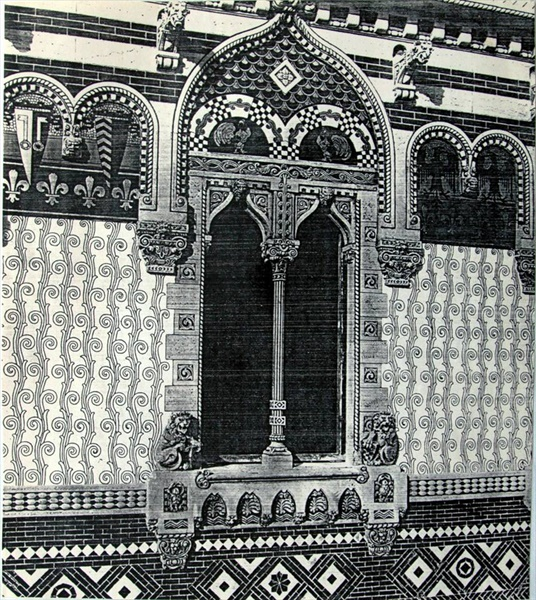
Крабовый дворец в Мессине, Бифорий в неоготическом стиле

Луиджи (Джино) Коппеде родился в семье резчика по дереву Мариано Коппеде (ит.) и Антониетты Биззарри. У Джино было два брата: Карло (занимался декоративной живописью) и Адольфо (ит., архитектор, который проектировал замок Кова (ит.) в Милане).
Джино учился в начальной школе и Профессиональной школе промышленных декоративных искусств (ит.) во Флоренции. Между 1885 и 1890 годами работал в мастерской отца, развивая своё мастерство в искусстве резьбы по камню и дереву, в том числе благодаря знакомству с некоторыми тосканскими архитекторами того времени.
В 1889 году он женился на Беатрис Романелли, дочери скульптора Паскуале Романелли (ит.), с которой у него было три дочери: Анна (1890), Матильда (1892) и Маргарита (1897).
В 1891 году поступил в Академию изящных искусств во Флоренции и получил звание профессора архитектурного проектирования.
Далее он стал преподавать в Королевском приюте Пуччини в Пистое, сотрудничая с несколькими литейными заводами того же города.
В период с 1890 по 1893 год Коппеде работал над охотничьим замком графа маркиза Пуччо «Вилла Пуччо» в Каприата д’Орба. Здание площадью 1900 квадратных метров теперь известно как Вилла Валь Лемме.
Эван Маккензи пригласил его в Геную для проектирования и строительства одноимённого замка (1890), что стало его первым важным успехом. Он переехал в лигурийскую столицу со своей семьёй и, благодаря Маккензи, получил множество должностей: несколько раз занимал должность члена муниципальной комиссии и члена комиссии по урегулированию и реорганизации планов строительства.
Ему были присвоены следующие звания: «Заслуженный академик» Лигурийской академии изящных искусств, а также «Академик академий Перуджи и Урбино» и инженер Королевской школы инженеров в Риме.
В июне 1917 года он получил разрешение на преподавание общей архитектуры в Пизанском университете.
В 1919 году занимался различными постройками в Риме, которые составили комплекс зданий, известных как квартал Коппеде, и другими зданиями в Мессине, заказанными банковской фирмой Fratelli Cerruti из Генуи. Начиная с того же года он сотрудничал с братом в оснащении некоторых пароходов Lloyd Sabaudo и Cosulich Società Triestina di Navigazione.
В 1920 году, 6 апреля, в Генуе умерла его жена, а 20 декабря ─ его отец Мариано Коппеде; Джино вместе с братом Адольфо Коппеде взял на себя управление «Домом художников» (La casa Artistica). Между 1920 и 1921 годами он сотрудничал с инженером Уголотти над составлением проекта переноса римского вокзала Термини.
В 1921 году он спроектировал на озере Комо, где останавливался в Лиерне, вместе со своим братом Адольфо, замок под названием Вилла Ла Гаэта, в котором снимался фильм о Джеймсе Бонде.
В 1924 году началось строительство нового замка маркиза де ла Мотилья в Севилье.
В 1926 году назначен почётным профессором Академии рисунка во Флоренции. Некоторое время сотрудничал с архитектором Гаэтано Раписарди.
Коппеде умер 20 сентября 1927 года в Риме от лёгочной гангрены из-за осложнений после операции.
Похоронен во Флоренции, на кладбище Сан-Миниато, в фамильной усыпальнице.

## Работы

### Каприата-д’ Орба
В Каприата д’Орба он спроектировал:
- Вилла Валь Лемме (Вилла Пуччо) 1890—1893 — улица Валь Лемме 16

### Генуя
В Генуе он спроектировал:

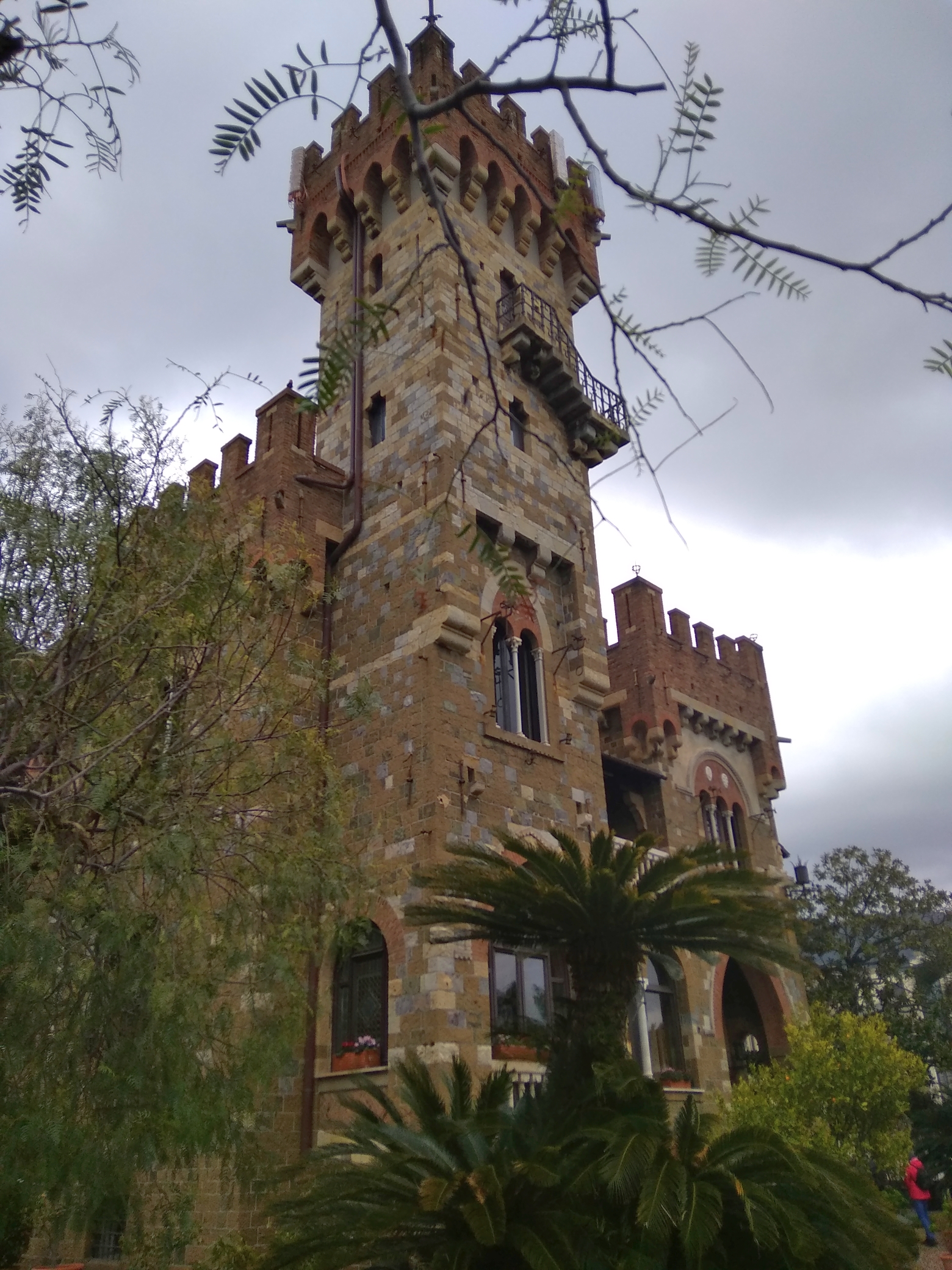
Вилла Коппеде в Генуе Приаруджа (1902 г.)

- Замок Маккензи 1897—1902 гг. — улица C.Cabella 15
- Вилла Коппеде 1902 г. —улица Россетти 33
- Замок Тюрке 1903 г. — улица Capo di Santa Chiara 24B
- Английское кладбище 1904 г. — Кладбище Стальено
- Могила Дэвидсона 1904 г. — кладбище Стальено
- Вилла Деллепиан 1904—1905 — частная улица Piaggio 33
- Могила Эрнесто Пуччо 1905—1907 — Кладбище Стальено
- Часовня монастыря сестёр защитниц (разрушена) 1905 г. — улица Куртатоне
- Officine San Giorgio 1905—1906 — улица Л. Манара (Сестри Поненте)
- Вилла Марио Канепа 1905—1906 гг. — частная улица Piaggio 41
- Вилла Мартини 1905—1906 — новый подъём Ностра Синьора дель Монте 5А
- Виллино Маккензи 1905—1906 (разрушен в 1962 г.) — новый подъём Ностра Синьора дель Монте 5С.
- Виллино Кейроло 1906 г. — новый подъём Ностра-Синьора-дель-Монте 5B.
- Виллино Коглиоло 1906 — улица Пьяджо 44
- Палаццо Больоло 1906 — Corso Firenze 9
- Палаццо Цуккарино 1906—1907 — улица Маральяно 2
- Гранд-отель Miramare в Генуе 1906—1908 гг. — улица Pagano Doria 1
- Вход на станцию электропоезда Principe-Granarolo 1908 — улица del Lagaccio.
- Вилла Микели, затем Кастелло Бруццо 1904?-1910 — улица Piaggio 9
- Палаццо делла Меридиана (внутренняя перестройка) 1907?-1913 — площадь делла Меридиана
- Отель «Эден» (реконструкция) 1907?-1913 гг. — улица Казотти
- Часовня Борзино 1908—1910 — Кладбище Стальено
- Палаццо Пасторино 1900—1910 —улица B. Bosco 57
- Палаццо Цуккарино-Черрути 1909—1912 — улица XX сентября 23
- Виллино Боццано 1910—1911 — новый подъём Ностра Синьора дель Монте 5
- Детский сад Аделины Дэвидсон 1911 — площадь Carpaneto — Borgo Fornari — Ronco Scrivia (Ge)
- Палаццин (приписывается) 1911—1912 — улица Сивори 10
- Дворец духов 1913—1914 — Корсо Италия 44
- Выставка военно-морского флота и морской гигиены 1914 г. (разрушена) пьяцца делла Виттория / пьяцца Верди
- Могила Этторе Моро 1913—1924 — Кладбище Стальено
- Вилла Мария Черрути 1914 — улица Пьяджо 31
- Часовня Канали де Альтхаус 1921 — Кладбище Стальено
- Вилла Канали Гаслини и консьерж 1924—1925 — Корсо Италия 26
- Вилла Мария Черрути 1924—1925 гг. — улица Пьяджо 27
- Вилла Страмери 1919—1927 гг. — улица Сфорца 21А

### Неаполь
В Неаполе - Палаццо Галли в Санта-Лючия, а также проекты по обустройству Монте-Экья и Борго-Маринари.

### Мессина

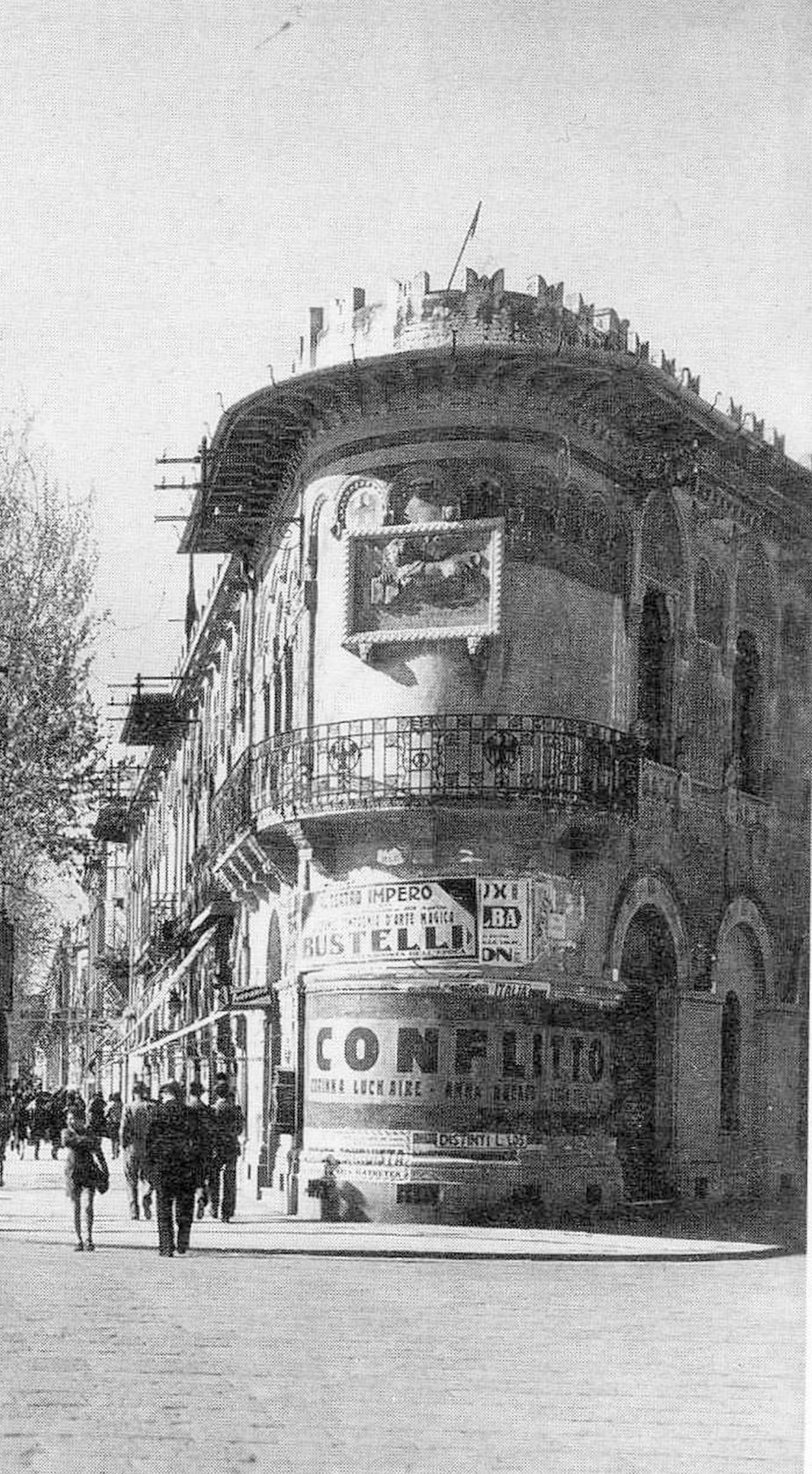
Мессина — Палаццетто Коппеде с большой панелью со львом Сан-Марко, также работа Коппеде, которая будет разрушена после бомбардировок во время Второй мировой войны.

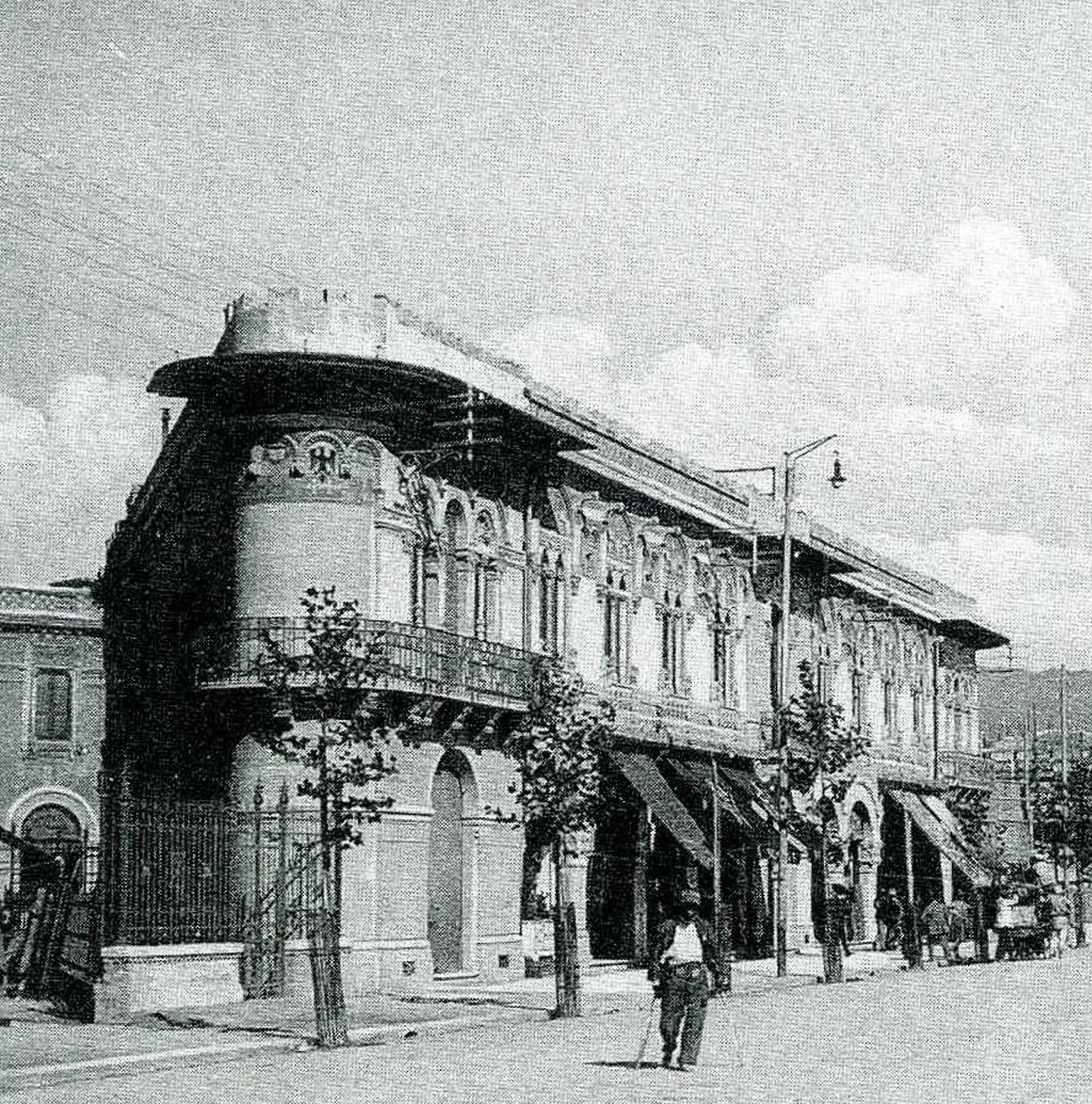
Мессина — Палаццетто Коппеде, закругленный угол на перекрестке с Виа Кардинес (Джино Коппеде)

За годы реконструкции после разрушительного землетрясения 1908 года Коппеде построил или спроектировал одни из самых престижных зданий в Мессине:
- Палаццо Костарелли (1913 г.) — расположен на улице Томмазо Канниццаро, квартал 223. Частично разрушен бомбардировками во время Второй мировой войны и восстановлен после войны. От оригинала остался угловой корпус лоджии;
- Виллы Костарелли больше нет, она располагалась, где сейчас находится жилой комплекс «Вилла Люче».
- Палаццо Треми (также известный как Палаццо дель Галло) (1914) — расположен на улице Санта-Чечилия, квартал 99. Внешние фасады богато украшены сграффито и изображениями; везде лик Горгоны (Медузы) выделяется высоким рельефом, заключенным в медальоны.
- Палаццо делло Зодиако, построенный между 1913 и 1922 годами, занимает некоторые части блока 316. Он стоит на Пьяцца Дуомо, рядом с колокольней собора;
- Палаццо Черрути расположен на улице Гарибальди на участках III и IV блока 319 регулирующего плана Мессины. По заказу братьев Черрути из Генуи они были построены компанией «Общество Южные Строительные Предприятия». Третья секция, расположенная на углу улицы Лоджия деи Мерканти, была построена первой, между 1915 и 1916 годами, и приподнята на один этаж примерно в 1975 году. Сектор IV на углу Ларго Гаэтано Мартино был построен между 1918 и 1919 годами.
- Крабовый дворец

### Другие города

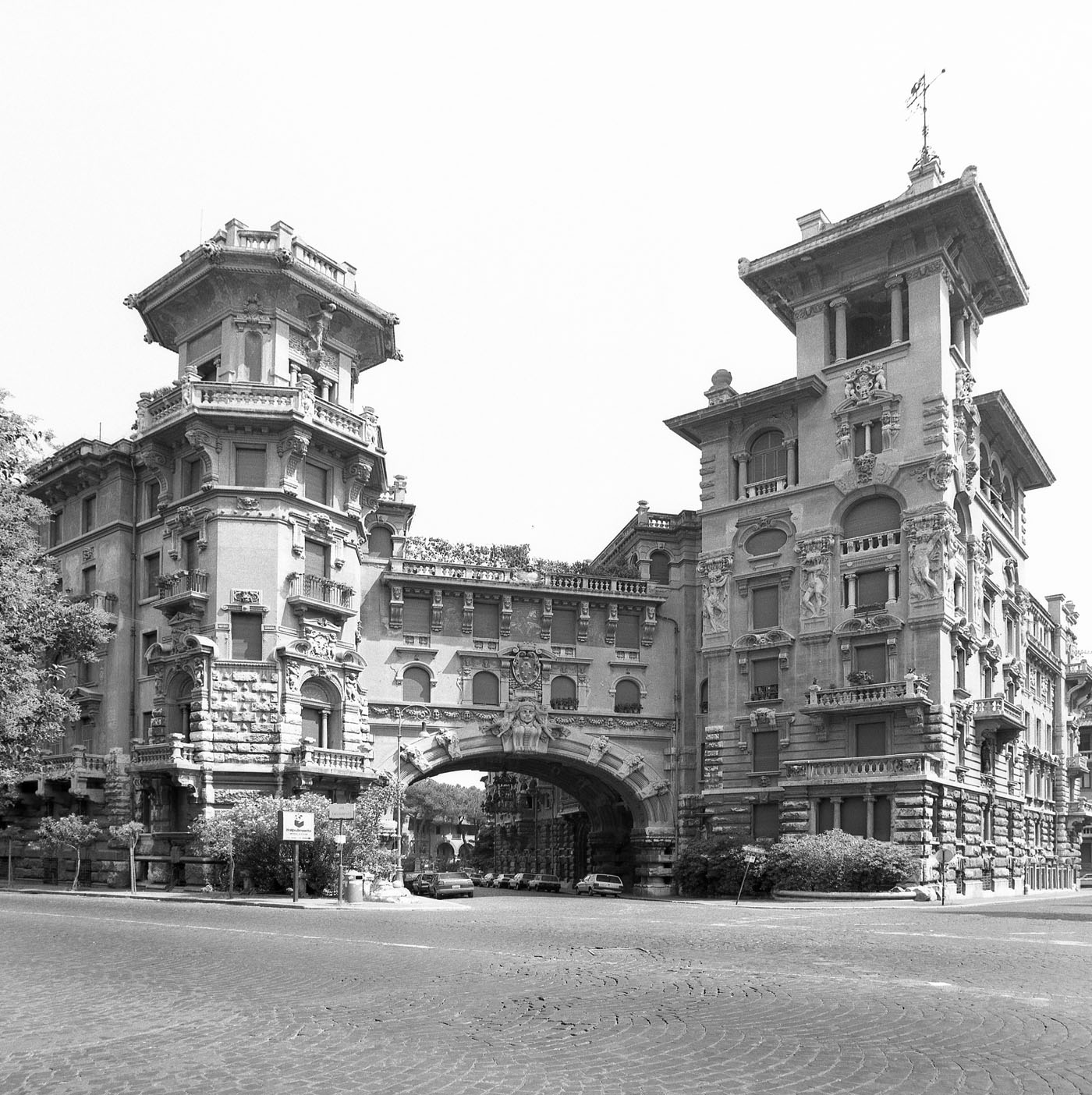
Квартал Коппеде на улице Виа Тальяменто

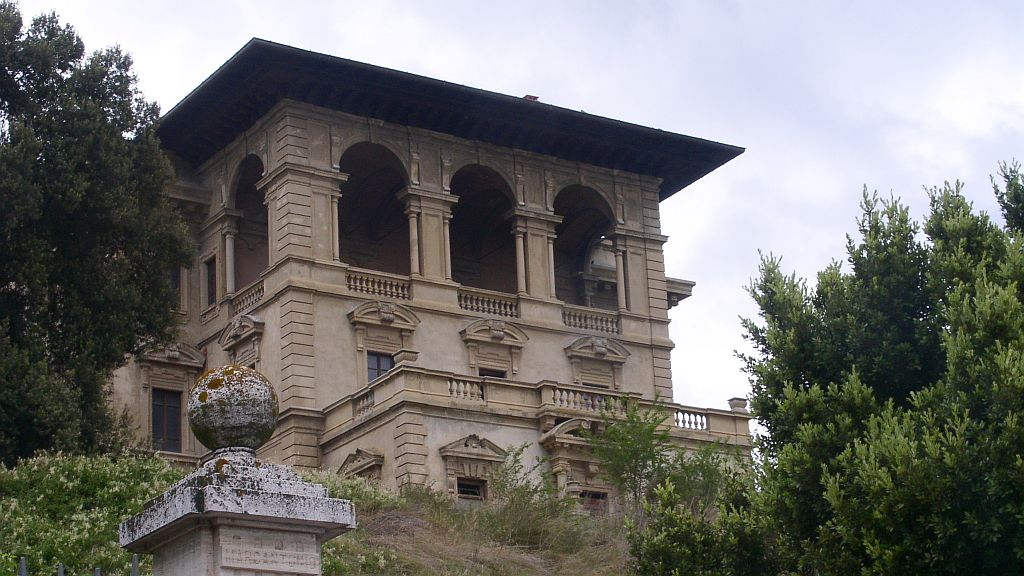
Дворец Маркантонио в Моцагронья (Кьети)

В Риме группа зданий (известная как квартал Коппеде (ит.)) между улицей Тальяменто и площадью Буэнос-Айрес построена по его проекту. Также в Риме дворец на улице Венето 7, на пересечении с Пьяцца Барберини, сразу за Фонтаном Пчёл, также принадлежит его авторству.
В Пьетрасанте (Лу) он спроектировал виллу Барсанти, построенную между 1920 и 1922 годами.
В Ливорно, примерно в 1926 году, он представил проект грандиозного банного заведения, которое так и не было построено.
Также в Тоскане, недалеко от Бучине, он спроектировал замок Лупинари, также называемый Вилла Фризони, начатый в 1906 году и законченный в 1908 году.
Известный сицилийский архитектор Гаэтано Раписарди женился на одной из дочерей Джино Коппеде и сотрудничал со своим тестем в различных проектах и постройках в своей римской мастерской.
В Парадизо недалеко от Лугано он построил Кастелло Каттанео в 1911 году.
На озере Комо он построил виллу La Gaeta, завершенную в 1921 году.
В Зорлеско (деревня Казальпустерленго, в провинции Лоди) он построил виллу Бьянкарди Вистарини в 1911 году.
В Кодоньо (провинция Лоди) вилла Бьянкарди конец 19 века.
В Абруццо между Ланчано и близлежащей Моцагроньей Коппеде спроектировал бывшее здание Banco di Roma на Corso Trento e Trieste, виллу Рокко Карабба и дворец Маркантонио.